# Wimbledon 1956
De 70e editie van het Britse grandslamtoernooi, Wimbledon 1956, werd gehouden van maandag 25 juni tot en met zaterdag 7 juli 1956. Voor de vrouwen was het de 63e editie van het graskampioenschap. Het toernooi werd gespeeld bij de All England Lawn Tennis and Croquet Club in de wijk Wimbledon van de Britse hoofdstad Londen. De titels in het enkelspel werden gewonnen door Lew Hoad en Shirley Fry.
Op de enige zondag tijdens het toernooi (Middle Sunday) werd traditioneel niet gespeeld.
Het toernooi van 1956 trok 276.861 toeschouwers.

## Belangrijkste uitslagen
Mannenenkelspel

Finale: Lew Hoad (Australië) won van Ken Rosewall (Australië) met 6-2, 4-6, 7-5, 6-4 
Vrouwenenkelspel

Finale: Shirley Fry (VS) won van Angela Buxton (VK) met 6-3, 6-1 
Mannendubbelspel

Finale: Lew Hoad (Australië) en Ken Rosewall (Australië) wonnen van Nicola Pietrangeli (Italië) en Orlando Sirola (Italië) met 7-5, 6-2, 6-1 
Vrouwendubbelspel

Finale: Angela Buxton (VK) en Althea Gibson (VS) wonnen van Fay Muller (Australië) en Daphne Seeney (Australië) met 6-1, 8-6 
Gemengd dubbelspel

Finale: Shirley Fry (VS) en Vic Seixas (VS) wonnen van Althea Gibson (VS) en Gardnar Mulloy (VS) met 2-6, 6-2, 7-5 
Meisjesenkelspel

Finale: Ann Haydon (VK) won van Ilse Buding (West-Duitsland) met 6-3, 6-4 
Jongensenkelspel

Finale: Ronald Holmberg (VS) won van Rod Laver (Australië) met 6-1, 6-1 
Dubbelspel bij de junioren werd voor het eerst in 1982 gespeeld.

## Toeschouwersaantallen
|           |        | Eerste week |         | Tweede week |
| --------- | ------ | ----------- | ------- | ----------- |
| Maandag   |        | 22.547      |         | 25.125      |
| Dinsdag   | 23.004 | 21.754      |         |             |
| Woensdag  | 30.715 | 21.774      |         |             |
| Donderdag | 27.581 | 19.830      |         |             |
| Vrijdag   | 24.000 | 17.637      |         |             |
| Zaterdag  | 26.750 | 16.144      |         |             |
| Zondag    | –      | –           |         |             |
| Totaal    |        | 276.861     | 276.861 | 276.861     |

1877 · 1878 · 1879 · 1880 · 1881 · 1882 · 1883 · 1884 · 1885 · 1886 · 1887 · 1888 · 1889 · 1890 · 1891 · 1892 · 1893 · 1894 · 1895 · 1896 · 1897 · 1898 · 1899 · 1900 · 1901 · 1902 · 1903 · 1904 · 1905 · 1906 · 1907 · 1908 · 1909 · 1910 · 1911 · 1912 · 1913 · 1914 · 1915–1918 · 1919 · 1920 · 1921 · 1922 · 1923 · 1924 · 1925 · 1926 · 1927 · 1928 · 1929 · 1930 · 1931 · 1932 · 1933 · 1934 · 1935 · 1936 · 1937 · 1938 · 1939 · 1940–1945 · 1946 · 1947 · 1948 · 1949 · 1950 · 1951 · 1952 · 1953 · 1954 · 1955 · 1956 · 1957 · 1958 · 1959 · 1960 · 1961 · 1962 · 1963 · 1964 · 1965 · 1966 · 1967
↓ open tijdperk ↓
1968 (m-v-md-vd-gd) · 1969 (m-v-md-vd-gd) · 1970 (m-v-md-vd-gd) · 1971 (m-v-md-vd-gd) · 1972 (m-v-md-vd-gd) · 1973 (m-v-md-vd-gd) · 1974 (m-v-md-vd-gd) · 1975 (m-v-md-vd-gd) · 1976 (m-v-md-vd-gd) · 1977 (m-v-md-vd-gd) · 1978 (m-v-md-vd-gd) · 1979 (m-v-md-vd-gd) · 1980 (m-v-md-vd-gd) · 1981 (m-v-md-vd-gd) · 1982 (m-v-md-vd-gd) · 1983 (m-v-md-vd-gd) · 1984 (m-v-md-vd-gd) · 1985 (m-v-md-vd-gd) · 1986 (m-v-md-vd-gd) · 1987 (m-v-md-vd-gd) · 1988 (m-v-md-vd-gd) · 1989 (m-v-md-vd-gd) · 1990 (m-v-md-vd-gd) · 1991 (m-v-md-vd-gd) · 1992 (m-v-md-vd-gd) · 1993 (m-v-md-vd-gd) · 1994 (m-v-md-vd-gd) · 1995 (m-v-md-vd-gd) · 1996 (m-v-md-vd-gd) · 1997 (m-v-md-vd-gd) · 1998 (m-v-md-vd-gd) · 1999 (m-v-md-vd-gd) · 2000 (m-v-md-vd-gd) · 2001 (m-v-md-vd-gd) · 2002 (m-v-md-vd-gd) · 2003 (m-v-md-vd-gd) · 2004 (m-v-md-vd-gd) · 2005 (m-v-md-vd-gd) · 2006 (m-v-md-vd-gd) · 2007 (m-v-md-vd-gd) · 2008 (m-v-md-vd-gd) · 2009 (m-v-md-vd-gd) · 2010 (m-v-md-vd-gd) · 2011 (m-v-md-vd-gd) · 2012 (m-v-md-vd-gd) · 2013 (m-v-md-vd-gd) · 2014 (m-v-md-vd-gd) · 2015 (m-v-md-vd-gd) · 2016 (m-v-md-vd-gd) · 2017 (m-v-md-vd-gd) · 2018 (m-v-md-vd-gd) · 2019 (m-v-md-vd-gd) · 2020 · 2021 (m-v-md-vd-gd) · 2022 (m-v-md-vd-gd) · 2023 (m-v-md-vd-gd) · 2024 (m-v-md-vd-gd)
Lijst van Wimbledonwinnaars · Toernooien per editie